# 1838年哲學
1838年哲學事件  

## 事件
- 5月21日 - 英國要求普遍選舉制定宪章运动。
- 7月15日 - 拉尔夫·沃尔多·爱默生在哈佛大学發表《神學院致辭（英语：Divinity School Address）》
- 貝爾格萊德大學哲學系（英语：University of Belgrade Faculty of Philosophy）成立

## 著作
- 雅克·布歇·德克雷弗克德·彼爾特（英语：Jacques Boucher de Crèvecœur de Perthes）, 《De La Création, Essai sur L'Origine et la Progression des Êtres》
- 西莫恩·德尼·泊松,《刑事和民事審判中的概率學研究》

## 出生
- 1月16日 - 弗朗兹·布伦塔诺 德國哲學家、心理學家，死於1917年。
- 2月16日 - 亨利·亞當斯 美國歷史學家、學術和小說家，死於1918年。
- 2月18日 - 恩斯特·马赫 奧地利-捷克實驗物理學家和哲學家，死於1916年。
- 2月19日 – 文森佐·朱莉婭（義大利語：Vincenzo Julia）, 意大利作詞家、哲學家和作家，死於1894年。
- 3月14日 - 罗伯特·弗林特 蘇格蘭神學家、哲學家，死於1910年。
- 4月10日 – 尼古拉斯·薩梅隆（英语：Nicolás Salmerón）, 西班牙哲學家、作家和政治家，死於1908年。
- 5月31日 – 亨利·西季威克, 英國哲學家，死於1900年。
- 6月18日 – 奧伯倫·赫伯特（英语：Auberon Herbert）, 英國作家、哲學家和無政府主義者，死於1906年。
- 9月2日 - 巴克提維諾·塔庫爾（英语：Bhaktivinoda Thakur） 神學家與哲學家，死於1914年。
- 10月18日 – 阿爾弗雷德·朱爾斯·埃米爾·福伊雷（英语：Alfred Fouillée）, 法國哲學家和社會學家，死於1912年。[1]
- 12月20日 - 埃德溫·雅培·雅培（英语：Edwin Abbott Abbott） 英國校長和神學家，死於1926年。
- 日期未知 
  - 恩里科·卡波拉里（義大利語：Enrico Caporali）, 意大利哲學家，死於1918年。
  - 贾迈勒丁·阿富汗尼[2] 政治活動家和伊斯兰教sk 思想家，死於1897年。

## 死亡
- 3月13日 - 保羅·馬丁·默勒（英语：Poul Martin Møller） ，丹麥學者、作家和詩人，齊克果的學生[3]，生於1794年。